# Queniquea
Queniquea – miasto w Wenezueli, w stanie Táchira.